# Olympic Esports Series
Olympic Esports Series  је е-спорт догађај у стилу Олимпијских игара, који је планиран за одржавање сваке године, са више различитих виртуелних спортова и видео игара које се окупљају на једној локацији слично догађају са више спортова, води Међународни олимпијски комитет. Прве игре држане су у Сингапуру у јуну 2023. године, док је друго издање планирано за 2024.
Док се е-спорт и такмичарске видео игре традиционално не сматрају спортом, Олимпијски покрет је почео да се интересује још 2007. године, када је е-спорт укључен на Азијске игре у затвореном 2007. Године 2017. одржан је Олимпијски самит фокусиран на Међународни олимпијски комитет и е-спорт. Након што је током пандемије ковида 19 2021. године одржана само онлајн олимпијска виртуелна серија у пет спортова, МОК је на крају најавио стварање Олимпијске е-спорт серије, као део Олимпијске недеље е-спорта, у новембру 2022.
Догађаји у оквиру Olympic Esports Series су повезани са традиционалним олимпијским спортовима, пошто одабране наслове видео игара бирају међународне федерације. Постоји мешавина физичког спорта који се одвија у виртуелном свету, као што је Zwift, као и спортских видео игара као што је Gran Turismo. Недостатак традиционалних е-спортских наслова у Olympic Esports Series, и укључивање мање познатих игара које представљају традиционалне олимпијске спортове, био је предмет критика.
За разлику од Олимпијских игара, медаље и дипломе се не додељују у Olympic Esports Series. Троје најбољих у свакој дисциплини добијају златне, сребрне и бронзане трофеје уместо медаља.

## Историјска позадина
Традиционални е-спортски наслови као што су Counter-Strike, Dota, League of Legends и Valorant су сматрани „превише насилним“ за укључивање у такмичење у е-спорту у олимпијском стилу. Олимпијски самит је одржан у октобру 2017. како би се размотрило могуће уврштење е-спорта од стране Олимпијског покрета. Међутим, недостатак јединствене међународне федерације која би управљала еспортом, што је услов да спорт буде признат као олимпијски спорт, заједно са питањем насиља у играма, значило је да МОК неће разматрати додавање еспорта Олимпијским играма.
Други спортски догађаји, као што су Азијске игре које одржава Олимпијски савет Азије и Игре југоисточне Азије, признају е-спорт као такмичење у којем учесници могу да освоје медаљу.
Након што је пандемија ковида 19 довела до одлагања Летњих олимпијских игара 2020. за 2021. годину, инаугурални догађај е-спорта који подржава МОК, познат као Олимпијска виртуелна серија, најављен је за 2021. Спортови укључени у то су били бејзбол, бициклизам, мото-спорт, веслање и једрење – од којих ће се четири поново бити као Olympic Esports Series 2023.
Друга олимпијска виртуелна серија била је планирана за 2022. али није одржана, већ је замењена са Olympic Esports Series.

## Олимпијска недеља еспорта 2023.
У новембру 2022. МОК је објавио да ће прва Олимпијска недеља е-спорта, која ће се одржати у Сингапуру у јуну 2023., укључивати лично финале Олимпијске е-спорт серије 2023. године. Првих девет наслова игара и спортова објављено је 1. марта 2023, док је десети догађај у пуцању (Fortnite) додат 5. маја.
Прво финале Olympic Esports Series одржано је лично од 23. до 25. јуна 2023. у Сингапуру у Сунтец Сингапурском конгресном и изложбеном центру, у оквиру инаугурационе Олимпијске недеље е-спорта, која је почела дан раније, 22. јуна, церемонијом отварања.
На церемонији отварања, и председник МОК-а Томас Бах и председница Сингапура, Халима Јакоб, учестовали су онлајн. Председника Јакоб је била у државној посети Катару у време догађаја – која је прогласила Олимпијске е-спорте Недеља отворена у њеном говору.
Око 131 финалиста  учествовао је у Олимпијској недељи е-спорта, која се састојала од десет догађаја у десет олимпијских спортова. Догађај је био потпуно онлајн.  Укључени спортови су били стреличарство, бејзбол, шах, бициклизам, плес, моторни спорт, једрење, стрељаштво, теквондо и тенис. Игру изабрану за сваки спорт је предложила свака међународна спортска федерација у сарадњи са издавачем игре, осим за Fortnite у пуцању где се Epic Games одриче било каквог учешћа.
Осам олимпијаца се такмичило у теквондоу: Ву Јингју из Кине, који је на крају освојио бронзу; Рохула Никпај из Авганистана; Леонардо Басил (Италија); Арон Кук (Велика Британија и Молдавија); Кармен Мартон из Аустралије; Јасмина Азиез из Француске; Хванг Киунг-сеон из Јужне Кореје; и Нур Татар из Турске.
Поред тога, на надметању у шаху учествовало је десет велемајстора, укључујући једну жену. Ово је био први догађај који је одобрио МОК на којем су руски спортисти – Чигајев и Рахманов – учествовали као „индивидуални неутрални спортисти“ (или АИН), као и такмичили се заједно са Украјинцем – Бортником, након руске инвазије на Украјину 2022. и касније суспензије Руског олимпијског комитета из чланства у МОК-у.
Тај догађај је наводно привукао 20.000 гледалаца у конгресни центар Сунтец током четири дана.

### Изложбени догађаји
Поред десет догађаја који чине Олимпијску е-спорт серију, Olympic Esports Week 2023. такође је укључивала промотивнне догађаје у традиционалнијим е-спортским насловима као што су Rocket League, Street Fighter 6 и NBA 2K23 као и спортску игру Arena Games Triathlon у дуатлону и виртуелни стони тенис.
У категорији Rocket League представљена су два догађаја: ревијални меч за мушкарце између Karmine Corp и Gen.G у којем је победио Karmine Corp, и женски ревијални меч између G2 Esports и Williams Resolve, у којем је победио Resolve. Street Fighter 6 је одржан као турнир са двоструком елиминацијом за четири играча и на крају га је победио Тум Хомчуен из Тајланда. На том турниру је такође учествовао Хајиме Танигучи, звани Токидо, који се сматра легендом у Street Fighter е-спорт сцени. За NBA 2K23 је одржан турнир без званичног победника, а у њему су учествовали национални eFIBA тимови Филипина, Бразила и Турске.

## Критика
Примарна критика  односила се на избор наслова игара од стране МОК-а, при чему су само Gran Turismo и Just Dance имали значајно глобално признање, као и Power Pros у Јапану. Листу од девет почетних наслова игара које ће бити игране, Poligon је описао као „чудан“, иако је објашњење МОК-а било да су изабране игре усклађене са олимпијским вредностима и да су их предложила међународна тела за управљање спортом.
Многи који су укључени у е-спорт индустрију били су незадовољни листом игара, а The Guardian цитира представника дигиталне агенције који је рекао: „Прошлонедељна објава нас је оставила разочарано и, искрено, помало посрамљено. Уместо да радимо са постојећим издавачима игара или добро-установљених турнира, изгледа да је Олимпијски комитет уместо тога одлучио да искористи овај догађај као маркетиншко средство за потпуно нове, лоше осмишљене, нелиценциране мобилне игре." Веб-сајт за игре и е-спорт Dekerto известио је о онлајн реакцији, у којој су фанови е-спорта негативно одговорили на најаву МОК-а на Твитеру, описујући листу игара као „поставку ван додира“. Неке од критика такође су биле усмерене на чињеницу да су многе од одабраних игара биле наслови за мобилне уређаје.
Додатне критике стигле су након што је Fortnite додат на листу игара за 2023. годину. У видео сегменту, IGN је игру назвао „најглупљим олимпијским е-спортом“.
Након завршетка првог догађаја, критикован је недостатак учешћа афричких играча, са мишљењем у кенијским новинама Daily Nation-у који доводи у питање одлуку МОК-а да користи онлајн квалификације, због проблема са повезивањем и стабилношћу у Африци, због којих је повезаност са серверима „логистички изазов“.

## Будућност
Након завршетка инаугурационог догађаја у Сингапуру, шеф МОК-а за виртуелне спортове и е-спортове Винсент Переира рекао је да Париз, као град домаћин Летњих олимпијских игара 2024, има приоритет да буде домаћин издања Olympic Esports Series 2024. ако жели, али то интересовање је такође примљено из Сингапура да поновимо као домаћини, као и из Сеула, Јужна Кореја; Абу Дабија у Уједињеним Арапским Емиратима; Њујорк Ситија; и Шенџена, Кина.
Упркос критикама због искључивања традиционалних е-спортских наслова за које се сматра да су „превише насилни“, МОК такође намерава да убудуће задржи пуцачке игре из првог лица из Олимпијске е-спорт серије, каже Переира. Упркос томе што је Фортните био укључен у догађај 2023. у посебно модификованом формату са метама, Переира је додао да се подразумевани формат Фортните-а који укључује снимање других ликова неће узети у обзир.
Будуће игре могли би да укључују Rocket League, Street Fighter серију и NBA 2K серију.
Међутим, укључивање е-спорта као спорта у оквиру традиционалних Олимпијских игара није извесно у блиској будућности, упркос томе што има статус спорта у оквиру којег могу да се освоје медаље на Азијским играма и Играма југоисточне Азије, као и оквиру разних других првенстава, као што је Светско првенство у једриличарству, при чему Переира из МОК-а каже „то су два различита света“.